# ザ・プレジデンツ・オブ・ザ・ユナイテッド・ステイツ・オブ・アメリカ
ザ・プレジデンツ・オブ・ザ・ユナイテッド・ステイツ・オブ・アメリカ（The Presidents of the United States of America）は、アメリカ合衆国・シアトル出身のオルタナティヴ・ロック・バンド。

## 概要
1993年にクリス・バリューを中心として結成。1998年に一度解散した後、2000年に再結成、二度目の解散を経て2002年に二度目の再結成、2015年に解散している。
バンド名が長いためしばしば「PUSA」、「The Presidents（ザ・プレジデンツ）」、「Pot USA」と略される。
陽気なメロディと歌詞の曲が多く、初期は2弦ベースと3弦ギターが特徴の一つであった。

## メンバー
- クリス・バリュー (Chris Ballew) - ボーカル、ベース (1993年–2016年)
- デイヴ・デドラー (Dave Dederer) - ギター、ボーカル (1993年-2005年)
- ジェイソン・フィン (Jason Finn) - ドラム、ボーカル (1993年-2016年)
- アンドリュー・マッキーグ (Andrew McKeag) - ギター、ボーカル (2005年-2016年)

## ディスコグラフィ

### スタジオ・アルバム
- 『ザ・プレジデンツ・オブ・ザ・ユナイテッド・ステイツ・オブ・アメリカ』 - The Presidents of the United States of America (1995年)
- 『2』 - II (1996年)
- 『フリークド・アウト・アンド・スモール』 - Freaked Out and Small (2000年)
- Love Everybody (2004年)
- 『グッド・タイムス・ピープル』 - These Are the Good Times People (2008年)
- Kudos to You! (2014年)

### ライブ・アルバム
- Thanks for the Feedback (2014年)

### コンピレーション・アルバム
- 『レアリティーズ』 - Rarities (1997年)
- 『ピュア・フロスティング』 - Pure Frosting (1998年)
- Lump (2000年)
- 『アルティメット・ベスト!』 - Ultimate Best of PUSA (2007年) ※日本限定盤